# Polyotidium huebneri
Polyotidium huebneri är en orkidéart som först beskrevs av Rudolf Mansfeld, och fick sitt nu gällande namn av Leslie Andrew Garay. Polyotidium huebneri ingår i släktet Polyotidium och familjen orkidéer. Inga underarter finns listade i Catalogue of Life.